# Tu nie będzie rewolucji
Tu nie będzie rewolucji – pierwszy singel zespołu 1984 wydany w roku 1987 przez wytwórnię Tonpress.

## Lista utworów
1. „Tu nie będzie rewolucji” (P. Liszcz – P. Liszcz) – 2:38
2. „Krucjata” (P. Liszcz – R. Rzucidło) – 4:31

## Skład
- Roman Rzucidło „Smutny” – śpiew
- Piotr Liszcz „Mizerny” – gitara, śpiew
- Wojciech Trześniowski "Pancerny" – gitara basowa
- Janusz Gajewski „Borys” – perkusja, instrumenty perkusyjne
- Maciej Miernik – instrumenty klawiszowe, gitara akustyczna

## Personel
- Jarosław Regulski – realizacja
- Jerzy Płotnicki – realizacja
- Jacek Szner „Broda” – projekt graficzny